# Piercia dibola
Piercia dibola är en fjärilsart som beskrevs av Louis Beethoven Prout 1935. Piercia dibola ingår i släktet Piercia och familjen mätare. Inga underarter finns listade i Catalogue of Life.